# ChemBioChem
ChemBioChem è una rivista scientifica peer-review che tratta argomenti di biologia chimica, biologia di sintesi e bio-nanotecnologia in comproprietà con i 14 membri della società chimica europea ChemPubSoc Europe e pubblicata da Wiley-VCH. ChemBioChem viene prodotta dall'anno 2000.
ChemBioChem è una pubblicazione sorella di altre riviste scientifiche edite da Wiley-VCH, queste includono Angewandte Chemie, ChemMedChem, ChemPhysChem, ChemSusChem, ChemCatChem, e ChemistryViews. 
La sua missione è quella d'integrare i campi ampi e fiorenti della biologia chimica e della chimica biologica. I contributi in ChemBioChem
racchiudono tutte le aree della biologia chimica, compresa la chimica bioinorganica e bioorganica, la biochimica, la biologia strutturale, la biologia sintetica e la bio-nanotecnologia; cioè, ricerca all'interfaccia di chimica e biologia che si occupa dell'applicazione dei metodi chimici a problemi biologici o utilizza strumenti scientifici importanti per rispondere a domande di chimica.

## Sommario e indice
ChemBioChem include le seguenti rubriche:
- Communications and Full Papers,
- Reviews,
- Minireviews,
- Highlights,

- Concepts,
- Book Reviews
- Conference Reports.

Occasionalmente: 
- Viewpoints,
- Correspondence,
- Essays
- Web Sites and Databases[1]

La rivista contiene indici di database come ad esempio Web of Knowledge,  un database dell'ISI;  
la rivista è online, solo dal 2016.